# GameRankings
GameRankings was een Engelstalige website waarop recensies van computerspellen verzameld worden uit allerlei sites en tijdschriften waaruit dan een gemiddelde wordt opgemaakt. De website verzamelt scores van zowel offline als online bronnen. Er waren meer dan 315.000 artikels over meer dan 14.500 spellen. De artikels werden geschreven op basis van andere magazines en websites. GameRankings was eigendom van CBS Interactive.
Er zijn vrij specifieke regels die GameRankings volgde om te bepalen welke recensiesites zijn gebruikt bij de berekening van de totale score van een spel.
In december 2019 stopte de website na ruim 20 jaar, en verwees naar de concurrerende website Metacritic. Ook kondigde men aan dat de overgebleven medewerkers voor Metacritic gingen werken.